# 鳥取大学附属小学校
鳥取大学附属小学校（とっとりだいがくふぞくしょうがっこう, The Elementary School Attached to Tottori University）は、鳥取県鳥取市にある鳥取大学附属の国立小学校。略称は附属小、附小（ふしょう）と呼ばれている。
鳥取大学鳥取キャンパスに隣接しており、同一敷地に鳥取大学附属中学校がある。

## 概要
歴史
1886年（明治19年）に開校した「鳥取県尋常師範学校附属小学校」を前身とする。数回の改称を経て、2004年（平成16年）の国立大学法人化の際に、現校名となった。2011年（平成23年）に創立125年を迎えた。
鳥取大学は2004年（平成16年）に教員養成を担っていた教育地域科学部（旧・教育学部）を改組し地域学部を新設した。それに伴い、鳥取大学は島根大学教育学部と課程・定員交換をし、教員養成系の学部を廃止する形となった。しかし、鳥取大学地域学部の中にも地域教育科の様に教員養成の性格を持つ学科があるため、附属学校は教育実習校として存続されている。
校章
3本の鉾と桜の花を組み合わせた背景に「附」の文字を置いている。附属中学校と共用。校章は昭和の初期に公募され、当時附属小学校在職の教諭・蔵光工によって図案化された。
校歌
1967年制定。作詞は久利渓子、作曲は中田喜直による。3番まであり、校名は歌詞に登場しない。

## 沿革
- 1882年（明治15年）10月18日 -「鳥取県公立師範学校附属小学校」が開校。
- 1886年（明治19年）10月1日 - 「鳥取県尋常師範学校附属小学校」が鳥取市東町81番地に開校。（創立年）
- 1898年（明治31年）4月 - 「鳥取県師範学校附属小学校」に改称。
- 1941年（昭和16年）4月1日 - 国民学校令により、「鳥取県師範学校附属国民学校」と改称。
- 1943年（昭和18年）4月1日 - 師範学校の官立（国立）移管に伴い、「鳥取師範学校附属国民学校」と改称。
- 1947年（昭和22年）4月1日 - 学制改革（六・三制の実施）により、旧・国民学校初等科を「鳥取師範学校附属小学校」、高等科を「鳥取師範学校附属中学校」とする。
- 1949年（昭和24年）4月1日 - 新制鳥取大学の発足により師範学校が包括され、「鳥取大学鳥取師範学校附属小学校」と改称。
- 1951年（昭和26年）4月1日 - 鳥取師範学校の廃止により、「鳥取大学学芸学部附属小学校」と改称。
- 1962年（昭和37年）4月1日 - 障害児学級（特別支援学級）を開設。
- 1966年（昭和41年）4月1日 - 学部の改称に伴い、「鳥取大学教育学部附属小学校」と改称。
- 1967年（昭和42年）12月15日 - 創立80周年記念事業の一環として校歌を制定。
- 1978年（昭和53年）4月1日 - 障害児学級を分離し、新設の鳥取大学教育学部附属養護学校（現・鳥取大学附属特別支援学校）へ移管。
- 1979年（昭和54年）5月4日 - 鳥取砂丘での全校遠足（砂の学校）を開始。
- 1985年（昭和60年）8月22日 - 鳥取市湖山町南4丁目101番地に新校舎が完成し、移転。
- 1986年（昭和61年）11月5日 - 創立100周年記念式典を挙行。校歌碑を除幕。
- 1996年（平成8年）5月10日 - 春川教育大学附設初等学校（韓国 江原道）との姉妹校交流を開始。
- 1997年（平成9年）8月22日 - 春川教育大学附設初等学校との姉妹校締結式を挙行。
- 1999年（平成11年）4月1日 - 学部の改称に伴い、「鳥取大学教育地域科学部附属小学校」と改称。
- 2004年（平成16年）4月1日 - 国立大学法人化に伴い、「鳥取大学附属小学校」（現校名）と改称。

## 著名な出身者
- 石破茂（自民党衆議院議員・第102代内閣総理大臣・元防衛大臣）
- 常田享詳（自民党前参議院議員）
- 鶴崎修功（クイズプレイヤー・タレント）

## 交通アクセス
最寄りの鉄道駅
- JR西日本 山陰本線 「鳥取大学前駅」

最寄りのバス停
- 日ノ丸バス （路線番号：43・43N・57・58・58X）「鳥大附属校」バス停

最寄りの道路
- 鳥取県道264号鳥取空港布勢線
- 鳥取県道318号伏野覚寺線

## 周辺
- 鳥取県立鳥取湖陵高等学校
- 鳥取県立鳥取商業高等学校
- 鳥取県立鳥取緑風高等学校
- 鳥取市立湖山小学校
- 鳥取市立湖山保育所
- 湖山池公園グラウンド・ゴルフ場
- 湖山池
- 鳥取空港